# 朧大橋
朧大橋（おぼろおおはし）は、福岡県八女市上陽町下横山に位置する八女市道の橋である。福岡県内では最大のアーチ橋である。

## 概要
八女市北部、耳納連山南側の広川渓谷を東西に跨ぎ、橋の東側にある尾久保・木浦集落と、西側（久留米方面）の県道798号北川内草野線を結ぶ。
当時の上陽町の請願により、県代行制度を利用した福岡県の事業として奥八女地域と久留米都市圏を直結する道路（町道下横山東西線）の一部として建設され、筑後地方最大の都市である久留米市との連携を強化することで県中山間部の過疎化を抑制する狙いがあった。特に朧大橋は奥八女地域の玄関口に位置することから、当時最新鋭の技術を投じ、ランドマーク性を有するデザインで建設された。
しかし、朧大橋の前後に接続する道路は大部分が未成もしくは未改良に留まり、当該町道の全線開通の目処も立っていないことから、山奥に突如として巨大なアーチ橋が出現するという格好となり、実際の需要に対して過剰な設計の橋であるとして、当時の民主党により国会などで度々税金の無駄遣いとして槍玉に挙げられた。

## 周辺道路
- 福岡県道798号北川内草野線 - 橋より直接接続する。北進すると耳納山を越えて久留米市草野町（筑後草野駅付近）に至る。南進すると広川及び横山川沿いに上陽町北川内に至る。
- 福岡県道800号湯ノ原合川線 - 県道798号と耳納大橋（町道杉谷線）を介して接続する。西進すると高良川沿いに久留米市街地へ至る。南進すると、小椎尾川沿いに広川町水原へ至る。
- 耳納スカイライン - 県道798号線より耳納平駐車場にて接続し、西進すると耳納山地の尾根伝いに高良大社へ至る。東進すると同じく鷹取山頂付近へ至る。

## 沿革
以下「上陽町」は、2006年に八女市に編入される前の八女郡上陽町を指す。

### 背景
元々上陽町は、南部を通る県道52号により、東西に隣接する星野村や八女市（いずれも当時）などと接続されており、日常的にもこれら八女地域の市町村と深い関わりがあったが、筑後地方最大の都市であり北西に隣接する久留米市へ向かうには、地形の制約により、狭隘でつづら折りの多い林道を走り続けるか、県道86号などで広川町経由で大幅に迂回するしかなく、自動車での往来にかなりの支障を来していた。
このような交通の便の悪さもあり、北西部の下横山地区から西鉄久留米駅まで直線距離で11km程度であったにもかかわらず、上陽町はその距離に比して久留米都市圏と大きく隔絶された状態にあった。
昭和末期の時点で既に過疎化が進んでいたことに危機感を抱いた上陽町は、町の再発展には八女市だけでなく久留米市との連携も強化する必要があると考え、それによりもたらされる恩恵を以下のように論じていた。
- 緊急医療体制の確立 - 久留米市には高度な設備を整えた大規模救急病院が複数あり、通院や緊急搬送先の選択肢が増え、安定した医療サービスを確保できる。
- 通勤・通学時間の短縮 - 上陽町が久留米市の通勤圏となることで、人口の町外流出を抑制すると同時に、新たな移住者も見込める。
- 生鮮野菜などの流通経路の確保 - より経済規模の大きく周辺地域への影響力がある久留米市で農産物などの取引量を増やすことにより、町内経済の活発化が見込める。

また、町内には多くの観光名所を有しており、交通の便が悪いにもかかわらず例年多数の観光客が来訪していたことから、北西部の下横山地区で久留米市と接続することで、上陽町が八女市に代わる新たな奥八女観光の玄関口となり、更に西側の星野村も含めた観光振興につなげる構想を抱いていた。
しかし、福岡県道としてこの構想に沿う道路の計画はなく、実現するには町道として上陽町が自ら整備する必要があったが、急峻な地形のために大規模な橋やトンネルの設置が必須となるため、上陽町の財政規模では不可能であった。

### 計画

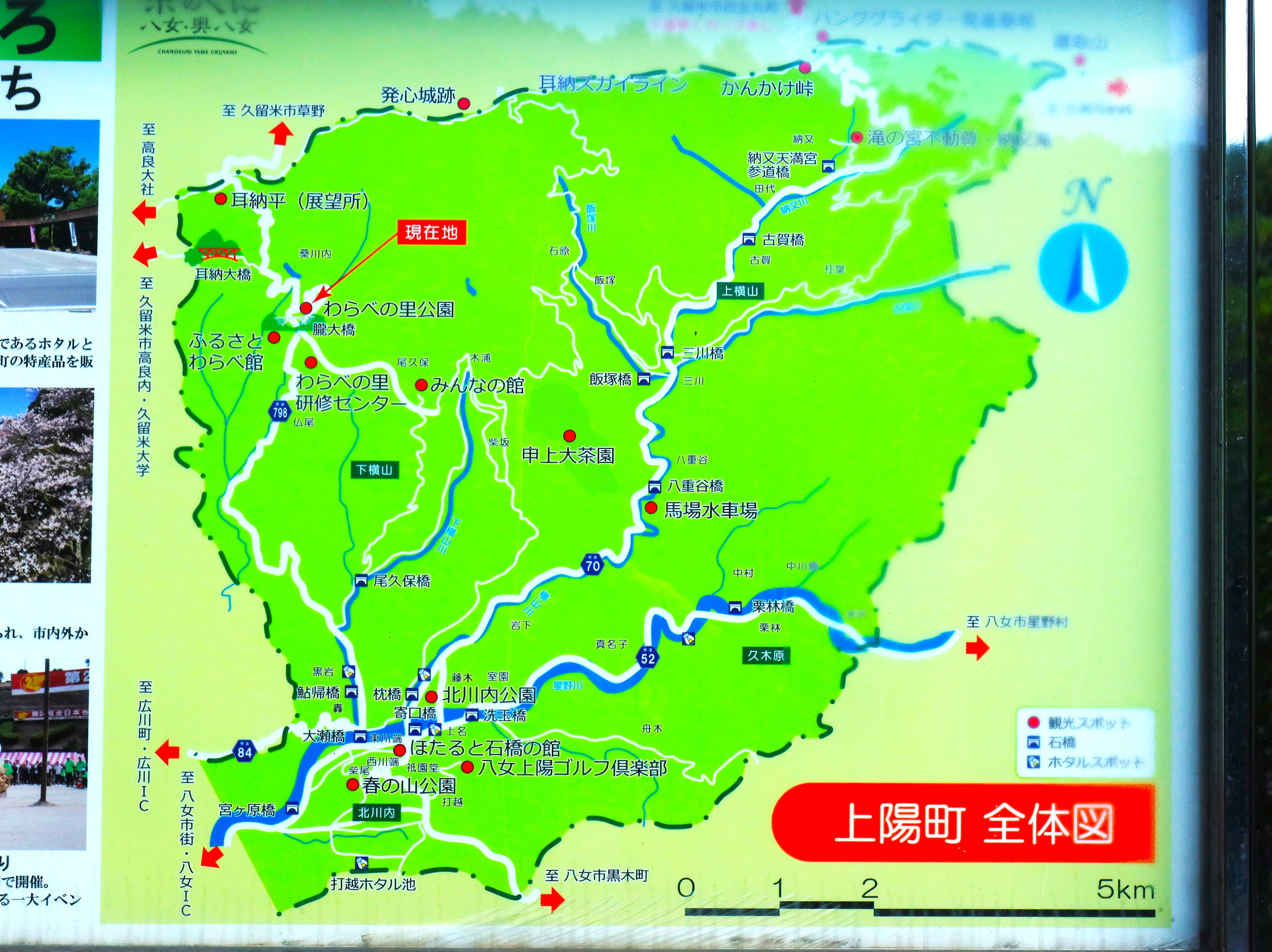
八女市上陽町の地図。朧大橋は町の北西部にあり、耳納大橋を経て久留米市方面へ接続する。朧大橋の東側に建設されたバイパス道路（下横山東西線）も記載されている。最終的には、三川橋付近までの延伸を目指している。

1990年（平成2年）の過疎地域活性化特別措置法制定により、県が実施できる市町村道の整備事業（県過疎代行事業）の範囲が広がったことで、上陽町は福岡県に対し上記の意図に沿った道路整備の要望を出す。県と町による協議の結果、最終的に以下のような事業を行うこととなり、久留米市街地から上陽町を直結する道路の計画が福岡県の事業として確立する。
- 福岡県道800号湯ノ原合川線 - 未成となっていた久留米市高良内町杉谷～広川町小椎尾間の建設。
- 町道杉谷線 - 広川町小椎尾で県道800号から接続し、耳納大橋を経て、上陽町下横山で県道798号と接続する。
- 町道下横山東西線 - 上陽町下横山で県道798号から接続し、朧大橋および上陽町上横山を経て、三川橋付近で県道70号および県道804号と接続するバイパス道路。

なお、この事業は道路特定財源制度により上陽町による費用負担はない。1995年に耳納大橋が、2001年に県道800号未成区間が開通した。
県道800号は久留米市から東進して広川町境を越えたあと南進する経路を取るが、耳納大橋取り付け道路との接続点においては、久留米市側から見て耳納大橋方面が直進となるよう建設された。
朧大橋の名称は架橋地点の小字「朧」から取られた。この小字は、発心城の戦いにおいて、落城の際に火を点けて逃げてきた落人たちがこの谷間に逃げ込み、尾根で燃え盛る城を下の谷間から見上げていたときの空がおぼろ月夜であったことに由来している。

### 建設

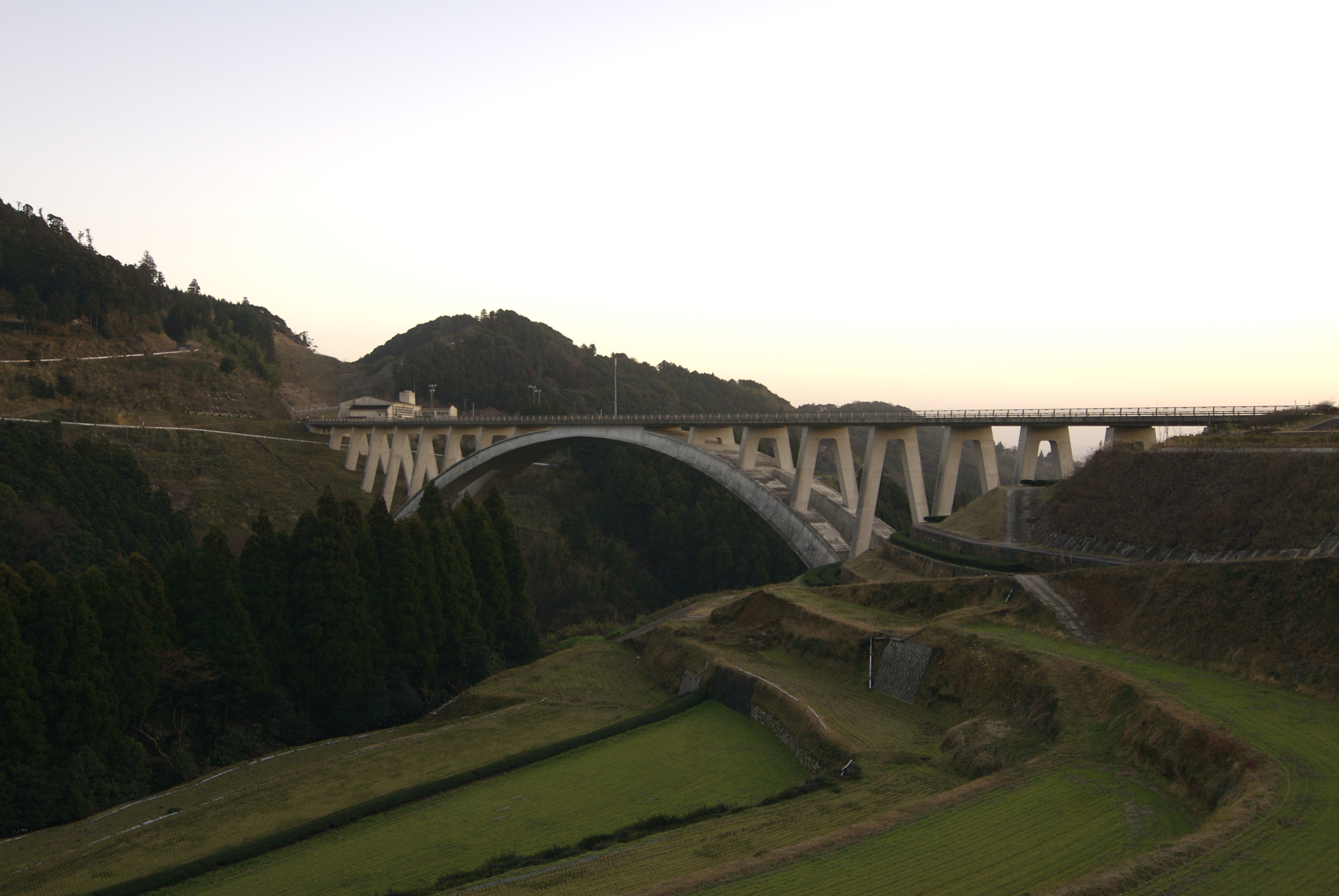
久留米側から見た朧大橋。

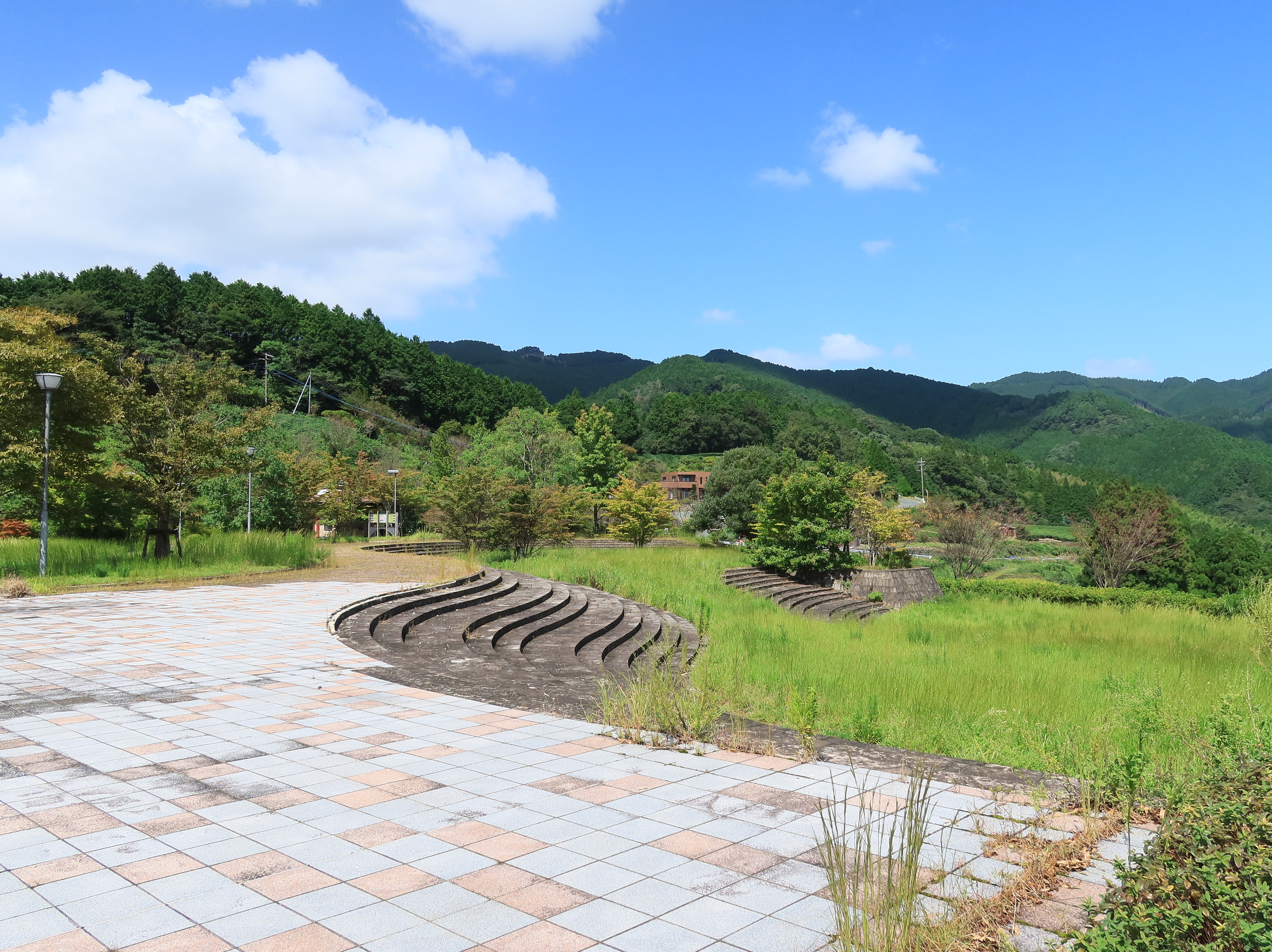
朧大橋の西詰付近に橋の開通と同時に設置された駐車場。

先述の計画のうち、朧大橋については1994年（平成6年）より具体的な構造に関する検討が開始された。構造は周辺住民や専門家などから意見を募り、地形や経済性の観点の他、上陽町に多くの石橋が残っているという経緯から、鉄筋コンクリート造アーチ橋とされた。その後町は東京大学の篠原修教授、県及び町の担当者、コンサルタント事業者など15名からなる朧大橋検討委員会を設置してデザインの検討を進めた。
一帯が筑後川県立自然公園内であることや、将来的に奥八女の玄関口を担う目的から、上陽町は委員会に対し「自然と一体になった躍動感溢れるスマートで美しい橋」をテーマとして、ランドマーク性と機能性を両立したデザインを要望した。4回に渡る会合の末、「どの角度から見ても周辺景色との調和が取れること」「安定感より躍動感を重視する」という観点から、中央から両端に向けて徐々に左右に広がるアーチと、それを支える逆V字型の支柱により構成されるデザインが決定された。このデザインは、朧という小字名から連想される「おぼろ月夜に跳ねるウサギ」にも通じるものとなった。
建造にあたっては、使用総鋼量および工期を削減するため、ピロン・メラン併用工法および情報化施工による効率的な部材利用が行われた。アーチ部分が最上部から接地部にかけて二又に広がっていくという構造上、移動作業車を用いるワーゲン施工が困難であることから、アーチリブ基部（接地部）は吊り支保工を併用したピロン工法で、アーチクラウン（最上部）は基部建造に利用した支保工をメラン鋼材に転用するメラン工法で建設された。また、バックステイや吊り支保工なども再利用可能なようにPC鋼材のみを使用したものとした。通常、仮設構造物にPC鋼材のみを使用すると、気温の変化による伸縮で施工管理が難しくなり、工期の長期化が予想されるが、各種センサー機器類によってそれらを数値化し、適切に管理する（情報化施工）ことで解決した。
アーチ部分最後のボルトは、牛嶋剛町長（当時）によって締結された。橋の本体に要した工費は、設計費が1億2051万円、建築費が38億3900万円となった。

### 開通後

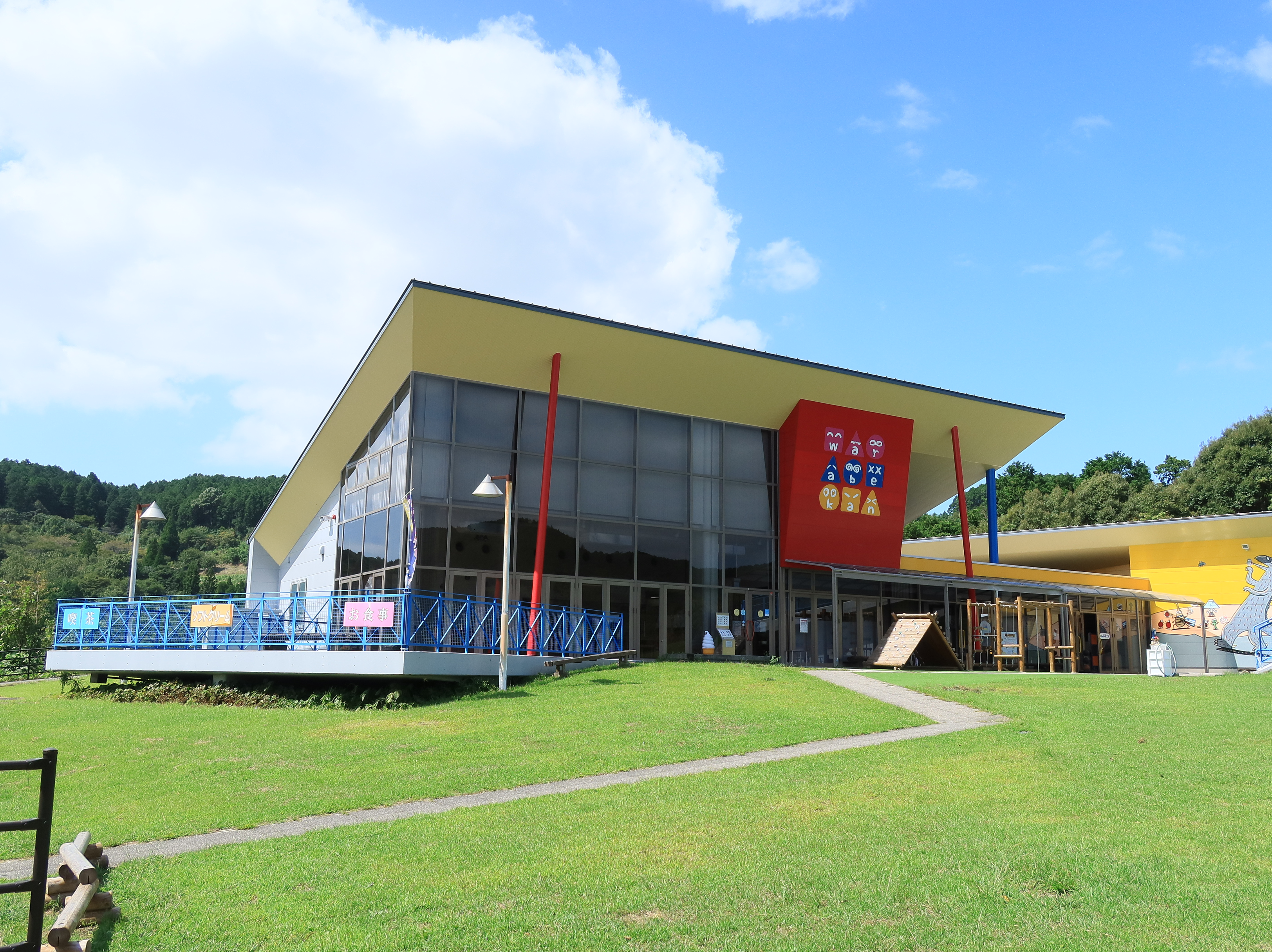
ふるさとわらべ館。橋の南側にあり、レストランを備えるほか、地産品の販売や子供向けの自然体験講座も行う。

2002年（平成14年）3月31日に開通式が行われた。これと前後して橋の周辺には展望台やふるさとわらべ館などが整備され、町は朧大橋周辺で町内イベントを開催するなど、引き続き橋の開通による観光振興に意欲を見せた。地区によっては朧大橋の開通により久留米市への移動が40分ほど短縮された一方で、町外から橋の建設が無駄遣いとみなされることを不安視する町民の声もあった。
実際、橋の開通時点で十分な移動時間短縮を実現できたのは、橋の東側にある3集落から久留米方面への移動という限定的な範囲に過ぎなかった。上陽町の中心部であり県道52号沿いにある北川内地区から下横山地区へのアクセスは従来通り県道798号を利用するほかなく、そこから更に耳納大橋を経て久留米方面へ行くにも朧大橋を渡る必要はない。また、計画当初は橋の付近にあった下横山小学校の通学路として利用されることも想定されていたが、同校は2001年度をもって廃校となり、この役目を果たすこともなかった。
開通以後も、過疎地域自立促進特別措置法に基づき福岡県により下横山東西線の建設事業が続けられたが、2015年（平成27年）までに朧大橋東詰～木浦集落間において、バイパス道路の新設および幅員拡張が計約2.6km実施されたに留まり、これ以降の進展はない。
- 2006年（平成18年）に上陽町は八女市に編入合併され[注 7]、下横山東西線は八女市道となった。八女市は合併前の2005年（平成17年）より、立地適正化計画に基づく都市計画マスタープランを策定し、様々な生活インフラを八女市内で完結できるようにする方針を掲げており、上陽地区と久留米市の連携については特に言及していない[16][17]。

- 久留米市は、1970年（昭和45年）に久留米広域市町村事務組合が結成された当時から現在の小郡市・大刀洗町・大木町・大川市・うきは市との連携を強化する方針を貫いており[18]、この構成は2021年（平成28年）の久留米広域連携中枢都市圏締結でも変わっていないが[19]、関連する連携事業の中で上陽町との連携について言及されたことはない。

- 2018年（平成30年）には、2007年（平成19年）に建設工事が始まった県道52号の合瀬耳納トンネルが開通し、上陽地区の東隣にある星野地区からうきは市および杷木インターチェンジ（大分道）へのアクセスが大幅に改善された。耳納連山の南北を連絡するトンネルはこれが初である[20]。

### 議論

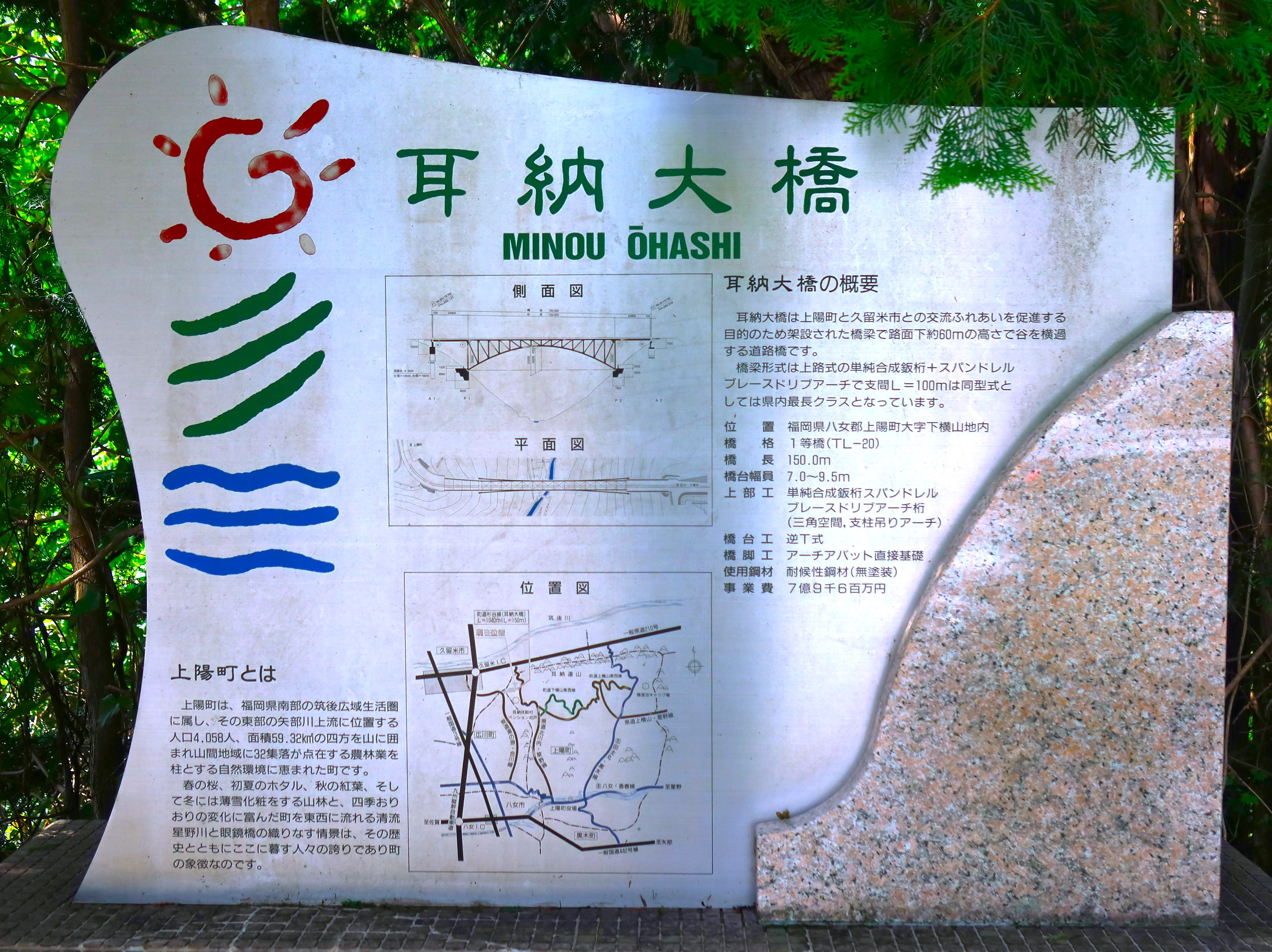
1995年に開通した耳納大橋にある周辺道路図には、後に上陽町や八女市から提示される下横山東西線の計画図とは違う計画図が掲示されており、朧大橋に関する具体的な言及もない。

先述の通り「前後に接続する道路の整備が不十分である」「実際の需要に対して過剰な設備を有している」という点から、開通当初より朧大橋の必要性を疑問視する声が上がり、一部メディアにより「地元では『（古賀誠になぞらえ）誠橋』と呼ばれている」との報道もなされ、地元の建設業者を潤すための無駄な公共事業だったのではないかと噂されるようになった。古賀誠は当地を含む福岡県第7区選出の衆議院議員（自民党所属）で、いわゆる道路族議員として有名であり、有明海沿岸道路などの建設にも深く関わっている。
開通から2年後の2005年（平成17年）10月17日、八女市・上陽町合併協議会の会議において、地域内の公共事業における事業主体の峻別（県か市か）に関する議論の中で朧大橋に関する言及があり、これに対し当時の上陽町長である牛嶋剛は「（町道の計画の中で）朧大橋について提案したのは福岡県で、背景に大きな政治力もあり、特別扱いをしてもらった」旨の発言をしている。また、同会議にて八女市議の角和則（当時）は「橋の建設経緯を知らない人に誠橋と言われるのは損であり、胸を張って必要性を周知しなければならない」旨の発言をしている。
2008年（平成20年）1月26日、民主党（当時）所属の国会議員である菅直人が朧大橋を訪問した。菅はその翌々日に出席した衆議院予算委員会（第169回国会）にて、道路特定財源が税金の無駄遣いを招く実例として朧大橋の名前を挙げた。これに対し国土交通大臣（当時）の冬柴鐵三は「朧大橋は命の道である」と前置きした上で、朧大橋の合理性について答弁した。同時に、当時の朧大橋の交通量が予測2000台/日に対し実勢200台/日であることも明かされた。
これら一連の流れに対し福岡県知事（当時）の麻生渡は、定例会見において「中山間地域をよくしようとの意気込みでつくった」と語った。また、旧上陽町長の牛嶋剛は、朧大橋の必要性について述べた上で「地元で『誠橋』と呼ぶ人はいない。『誠橋』とはメディアに注目されるためにでっち上げた概念で、自分達（民主党）が天下を取るためのパフォーマンスに過ぎない」旨語った。また、元八女市議の久間一正も、朧大橋が地元で誠橋と呼ばれていることを明確に否定している。
また同年10月には、同じく民主党所属の国会議員である岡田克也も朧大橋を視察し、現地で牛嶋と対面した。この際牛嶋は改めて岡田に朧大橋の必要性を説き、土下座をしながら「古賀さんと一緒になって是非高速道路までの道をつけてください」と懇願した。後に岡田は朧大橋を見た感想として、自身のブログに「周辺道路の整備が不十分なまま需要に合わない橋を作ったのは本当に無駄であり、町の懐を傷めず県と国の金だけで道路建設を行えるようになったせいで、必要性の低い公共事業が次々と行われている」旨を記した。
2010年（平成22年）2月25日の衆議院予算委員会（第174回国会）にて、過剰な公共事業の是非に関する議論の中で、民主党（当時）所属の国会議員であり上陽町編入当時に八女市長を務めていた野田国義により朧大橋の名前が出された。この時野田は八女市を「公共事業に恵まれた地域のひとつ」としつつ、市長在任当時に上陽地区の住民から聞いた話として「朧大橋は不要であり、それよりも路線バスが通る道路の改善などを早期に行う必要があった」「朧大橋が開通したことで産廃トラックや暴走族の往来が増加し、周辺に悪影響を及ぼしている」旨の発言をした。
2014年（平成26年）12月には、八女市議会にて橋爪房義市議（当時）により改めて下横山東西線に係わる県過疎代行事業の再開を求める意見が出されたが、これに対しては「他の県事業との優先順位を勘案しながら要望を行う」旨の答弁がなされるに留まった。

### 年表
- 1990年（平成2年）
  - 過疎地域活性化特別措置法（県過疎代行事業）が制定され、県が建設事業を行える市町村道の要件が緩和された。
  - 上陽町から福岡県に対し、久留米市～上陽町～星野村を接続する道路の建設を県代行事業として実施するよう請願が行われる。
  - 上記の計画について、県道800号湯ノ原合川線未成区間および、町道杉谷線・同下横山東西線の新規計画策定。
- 1991年（平成3年）
  - 町道杉谷線が着工、同年中に県道798号接続部～耳納大橋東詰予定地まで完成。
- 1993年（平成5年）
  - 八女市長に野田国義が就任。
- 1994年（平成6年）
  - 下横山東西線に含まれる朧大橋の建設について、具体的な検討が始まる。
  - 上陽町長に牛嶋剛が就任。（4月26日）
- 1995年（平成7年）
  - 耳納大橋（上陽町下横山～広川町小椎尾）および、小椎尾地内における耳納大橋取付道路と県道800号の立体交差接続が完成。
  - 朧大橋のデザイン検討を目的として、朧大橋検討委員会が結成される。
- 1997年（平成9年）
  - 朧大橋着工。（3月）
- 2001年（平成13年）
  - 県道800号の未成区間（久留米市高良内町～広川町小椎尾）が開通。
- 2002年（平成14年）
  - 朧大橋開通、開通式実施。同日、町立下横山小学校閉校。（3月31日）
  - 朧大橋が土木学会田中賞（作品部門）を受賞。
- 2004年（平成16年）
  - 下横山東西線の朧大橋以東におけるⅠ期区間工事が完了、同年供用開始。
- 2005年（平成17年）
  - 上陽町に隣接する八女市が、立地適正化計画を軸とする「都市計画マスタープラン」を策定。
- 2006年（平成18年）
  - 上陽町が八女市に編入され、町道下横山東西線は八女市道となる。同日、牛嶋剛が上陽町長を退任。（10月1日）
- 2008年（平成20年）
  - 菅直人が朧大橋を視察し、国会で取り上げる。（1月26日、1月28日）
  - 野田国義が八女市長を退任。（9月30日）
  - 岡田克也が朧大橋を視察し、牛嶋旧町長と対面する。（10月16日）
- 2009年（平成21年）
  - 野田国義が八女市を含む福岡県第7区より衆議院議員として立候補し、当選（8月31日）[注 9]。
- 2011年（平成23年）
  - 下横山東西線の朧大橋以東におけるⅡ期区間の工事の内、尾久保集落までの工事（バイパス道路新設）が完了、同年供用開始。
- 2015年（平成27年）
  - 下横山東西線の朧大橋以東におけるⅡ期区間の工事の内、尾久保集落～木浦集落の工事（現道拡張）が完了、同年供用開始。

## 現況
計画の開始から30年以上、朧大橋が開通してからも20年以上が経過しているが、道路の新設・改良が行われたのは杉谷集落～耳納大橋～朧大橋～木浦集落の計7km弱に留まり、この前後はいずれも道路が未改良であることから、朧大橋が当初期待されていた役割を果たしているとは言い難い状況となっている。
一方で、上陽地域のランドマークとしてある程度機能していることには変わりなく、橋自体が観光スポットとなっているか、ホタル観賞会を始めとした近隣行事の拠点として八女市により利用されている。
下横山東西線の未開通区間として残されている木浦集落～三川橋は、直線距離が約2.3kmに対して現道の道のりが約6.5kmと、地形条件が非常に悪く、更に木浦集落の上流にあるため池に係わる災害対策も必要になることから、再びトンネルや橋などの大規模構造物が必要になることが見込まれ、未だに用地買収を含めた事業化に至っていない。
また、本計画に係わる県過疎代行事業には含まれていないが、県道800号の竹の子バス停付近～杉谷集落（久留米市高良内町区間）も約5.4kmに渡って幅員5m未満の未改良区間が続いており、2市町の連携強化という点では不十分な状態にある。この区間について久留米市・福岡県共に特段の整備計画を公表していない他、沿道付近にある杉谷埋立地（最終処分場）について市議会で紛糾していることから、改良のめどは立っていない。
同じく県過疎代行事業には含まれていないが、下横山東西線の三川橋付近から星野方面への連絡路として想定されている県道804号についても、行政による改良工事の計画はないほか、全線に渡って狭隘で、星野地区では鹿里の棚田などといった景勝地を沿道に有することから、改良は困難な状態にある。

## 受賞歴
- 土木学会田中賞 作品部門 (2002年)[30]
- プレストレストコンクリート技術協会賞 作品部門 (2003年)[31]
- 土木学会デザイン賞 優秀賞 (2004年)[32]